# Nitrato de mercurio(I)
El nitrato de mercurio(I) es un compuesto químico. Su fórmula química es Hg2(NO3)2. Tiene iones de mercurio y nitrato. El mercurio está en su estado de oxidación +1.

## Propiedades
Es un sólido blanco. Es un agente reductor débil en el aire. Se oxida a óxido de mercurio(II) y nitrato de mercurio(II). Reacciona lentamente con el agua cuando se disuelve en agua. Esto produce un nitrato básico de mercurio(I) y algo de ácido nítrico. El nitrato básico de mercurio(I) es amarillo. El nitrato de mercurio(I) puede matarlo si lo come o lo inhala.

## Preparación
Se obtiene reaccionando el mercurio con una solución diluida de ácido nítrico. Una solución concentrada de ácido nítrico produce nitrato de mercurio(II).